# بصیرت‌های وحشت‌آور
«بصیرت‌های وحشت‌آور» (به انگلیسی: Morbid Visions) آلبومی از سپولترا است که در سال ۱۹۸۶ میلادی منتشر شد.